# گانجی
گانجی (به ایتالیایی: Gangi) یک کومونه در ایتالیا است که در استان پالرمو واقع شده‌است. گانجی ۱۲۷٫۱ کیلومتر مربع مساحت و ۷٬۴۴۹ نفر جمعیت دارد و ۱٬۰۱۱ متر بالاتر از سطح دریا واقع شده‌است.

## خواهرخوانده
شهر کلانمل خواهرخواندهٔ گانجی هست.